# Isoetes fairbrothersii
Isoetes fairbrothersii är en kärlväxtart som beskrevs av J.D.Montgom. och W. C. Taylor. Isoetes fairbrothersii ingår i släktet braxengräs, och familjen Isoetaceae. Inga underarter finns listade i Catalogue of Life.